# 엘라이드산
엘라이드산(영어: elaidic acid)은 화학식이 CH3(CH2)7CHCH(CH2)7CO2H인 유기 화합물이다. 엘라이드산은 불포화 트랜스 지방산으로 분류되며, 무색의 유성 고체이다. 엘라이드산은 수소화된 식물성 기름에서 발견되는 주요 트랜스 지방산이고, 트랜스 지방산은 심장 질환과 관련이 있기 때문에 주목을 끌었다. 엘라이드산의 염 및 에스터는 엘라이데이트라고 한다.
엘라이드산은 올레산의 트랜스 이성질체이다. 엘라이딘화 반응의 이름은 엘라이드산에서 유래하였다.

## 생성 및 생체활성
엘라이드산은 염소 젖과 소젖(지방산의 약 0.1%)과 일부 육류에서 자연적으로 소량 생성된다. 또한 엘라이드산은 두리안의 일종인 두리오 그라베올렌스(Durio graveolens)의 열매에 함유된 지방의 2.5%를 차지한다.
엘라이드산은 혈장 콜레스테릴에스터 수송 단백질(CETP)의 활성을 증가시켜 고밀도 지질단백질(HDL) 콜레스테롤 수치를 낮춘다.

## 같이 보기
- 올레산
- 불포화 지방산
- 오메가-9 지방산